# Habrobracon platynotae
Habrobracon platynotae är en stekelart som beskrevs av Joseph Augustine Cushman 1914. Habrobracon platynotae ingår i släktet Habrobracon och familjen bracksteklar. Inga underarter finns listade i Catalogue of Life.